# 寻人大师
《寻人大师》（英語：The Hunting Genius），2017年中国偶像剧。由胡耘豪、何花、钟镇涛、付嘉、钱迪迪领衔主演，2017年6月14日于爱奇艺播出。

## 播出时间

### 首播
| 频道   | 所在地   | 播映日期      | 播出时间 | 备注 |
| ------ | -------- | ------------- | -------- | ---- |
| 爱奇艺 | 中国大陆 | 2017年6月14日 |          |      |

## 演员列表

### 主要演员
| 演员   | 角色   | 介绍 |
| 胡耘豪 | 林元素 | 網絡屆的福爾摩斯高智商貼膜俠，少年離家過早獨立形成的不擇手段的處事觀念，呆萌零EQ但又苛求極致完美，擁有憑藉蛛絲馬跡和超然分析判斷一個人去向的能力，利用網絡及各種電子設備印證明沒有自己搜不到的線索。     |
| 何花   | 樱霓   | 我行我素、擁有男性同胞喜愛的清純外在，踴躍揭穿各種討厭行徑又讓她得到女性閨蜜般的推崇，不按套路出牌。擅長通過愛偽裝轉移注意力而迅速取得對方身上的物品，喜歡扮演動漫，沒有百變不了的身份是她的小傲嬌。     |
| 钟镇涛 | 丘陵   | 善良被腹黑包裹、淳和被世故壓制、具備一個歷盡社會的中年男人的冷漠和習以為常。他的親情，將成為柔軟的溫暖，擁有龐大網狀人脈關係，對於掌握關係網有絕對自信，沒有搞定不了的人脈是他運籌帷幄的殺器。           |
| 付嘉   | 周期   | 溫暖無害渾身充滿雞血、始終鍥而不捨百折不撓、屢戰屢敗、屢敗屢戰，用堅韌的軟力量終贏大家信任，可信任歸信任，虐他仍不變，在海量中尋找細微線索，有八卦心和話嘮症，卻總能靠超強記憶力和無敵邏輯在困局中逆襲。 |
| 钱迪迪 | 夏骨朵 | 十八寸高跟碾壓男性的驚豔、平底鞋平易近人的溫婉、外表極度堅韌，內心極度脆弱，洞悉力強大，微表情辨識+讀心術印證她沒有看不穿的謊言，放棄高薪職業誤打誤撞進入了尋人天團，堪稱天團中的心靈捕手。              |

### 其他演员
| 演员   | 角色           | 介绍                     |
| 田麗   | 江禧乾         | 林元素的母親             |
| 陳松伶 | 孟兮           |                          |
| 廖京生 | 丁局長         |                          |
| 李倩   | 嫣然           | 單元故事《神秘的繼承者》 |
| 颜丹晨 | 張曉芳         | 單元故事《寶貝回家》     |
| 耿乐   | 包洪濤         | 單元故事《因父之名》     |
| 刘美含 | 陈亦男         | 單元故事《詭娃娃》       |
| 印小天 | 王思明         |                          |
| 贺刚   | 陈俊生         |                          |
| 谭凯   | 吳孝利         |                          |
| 于波   |                |                          |
| 马东   | 曹大东         |                          |
| 范湉湉 | 湉湉姐         |                          |
| 樊野   | 前台海达       |                          |
| 周晓鸥 | 烧烤店老板李安 |                          |

## 网络剧歌曲
| 曲别   | 歌名               | 演唱者 | 作词 | 作曲 |
| 片尾曲 | 未来告白           | 汪苏泷 |      |      |
| 插曲   | 治愈元素           | 胡耘豪 |      |      |
| 插曲   | 隐没在戈壁         | 陈冰   |      |      |
| 插曲   | 治愈元素（女生版） | 董诗云 |      |      |

## 电视节目变迁
| 中国大陆 深圳卫视 黄金剧场               | 中国大陆 深圳卫视 黄金剧场          | 中国大陆 深圳卫视 黄金剧场 |
| ---------------------------------------- | ----------------------------------- | -------------------------- |
|                                          | 寻人大师 （2017年8月26日－9月12日） |                            |
| 周末父母 （2017年8月6日－2017年8月25日） | 职场是个技术活 （2017年9月13日－）  |                            |